# All-Ireland Senior Football Championship 1896
L'All-Ireland Senior Football Championship 1896 fu l'edizione numero 10 del principale torneo di calcio gaelico irlandese. Limerick batté in finale Dublino ottenendo il secondo e finora ultimo trionfo della sua storia. Fu la prima edizione All-Ireland in cui il goal iniziò a valere tre punti.

## All-Ireland Series
Si disputò la finale tra i campioni del Leinster e del Munster visto che in quell'anno non fu giocato il torneo nell'Ulster e nel Connacht non esisteva ancora. La finale si giocò due anni dopo i tornei provinciali.

### Finale
| Dublino 6 gennaio 1898 | Limerick | 1-05 – 0-07 | Dublino | Jones' Road (3500 spett.) |